# Zwarte tangare
De zwarte tangare (Tachyphonus rufus) is een zangvogel uit de familie Thraupidae (tangaren).

## Verspreiding en leefgebied
De zwarte tangare komt voor in de laaglanden van Costa Rica tot noordelijk Argentinië en amazonisch Brazilië.

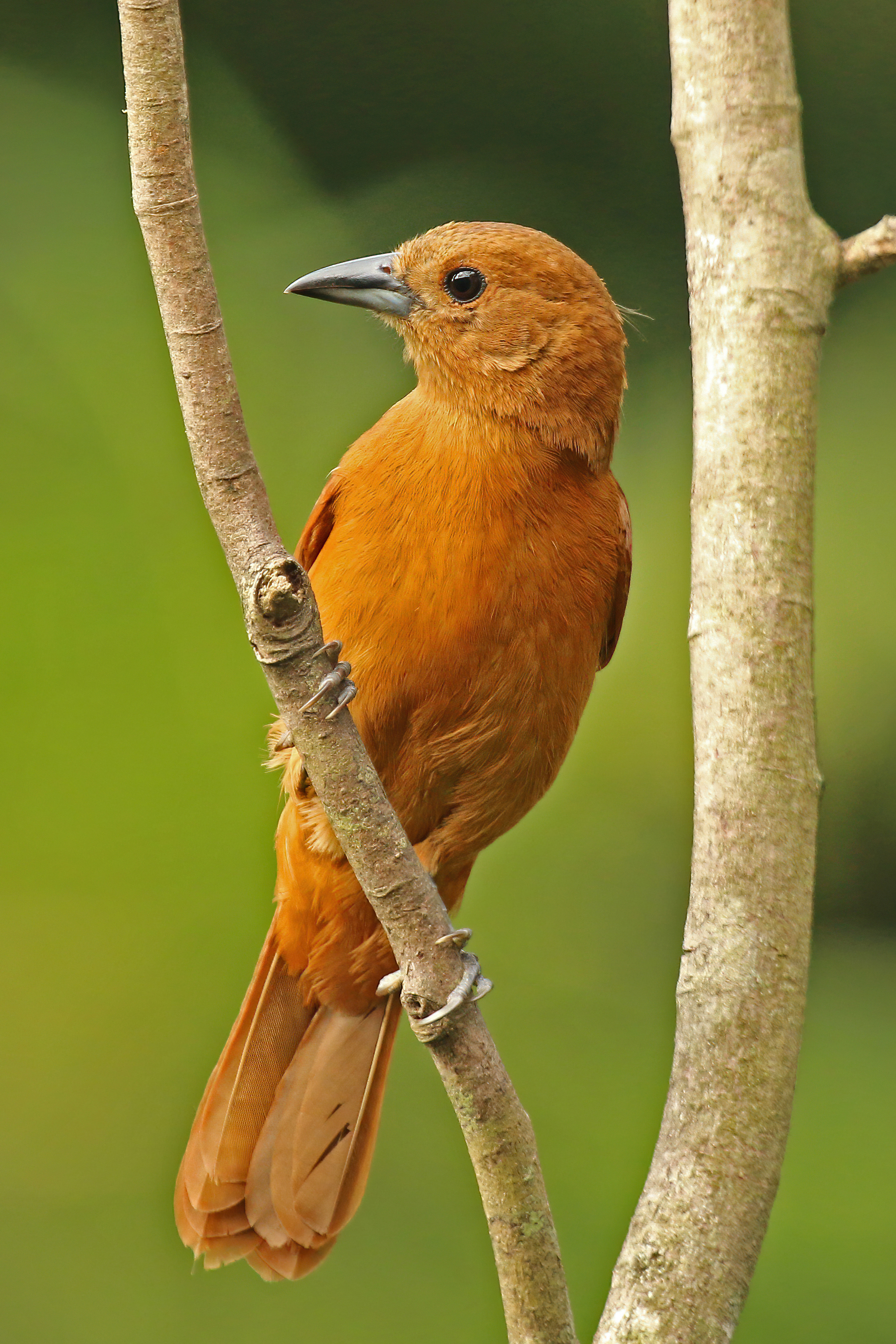
De vrouwtjes van deze soort zijn in tegenstelling tot de mannetjes niet zwart